# Delta Verlag
Der Delta Verlag war ein von 1975 bis 1998 bestehendes Verlags-Joint-Venture des deutschen Ehapa-Verlags aus Stuttgart als Lizenznehmer mit dem französischen Verlag Dargaud als Lizenzgeber. Dabei teilten sich beide Verlage die Erlöse und die Kosten der betreffenden Comics in einem vertraglich festgelegten Verhältnis. Ehapa war bereits vorher Lizenznehmer von Dargaud-Titeln wie etwa Asterix und Isnogud und blieb es auch nach dem Ende des Delta-Verlags.
Produkte waren populäre frankobelgische Comicserien des Verlags Dargaud wie Asterix, Lucky Luke oder Leutnant Blueberry, welche teilweise auch in Reihen wie Die großen Edel-Western oder Die großen Phantastic-Comics publiziert wurden. Den Vertrieb der Alben übernahm der Ehapa-Verlag.

## Serien (Auswahl)
- Asterix
- Lucky Luke
- Rantanplan
- Isnogud
- Leutnant Blueberry
- Comanche
- Mac Coy
- Taar
- Tassilo
- Boule & Bill
- Albert Enzian